# زردپی پهن کف‌دستی
زردپی پهن کف‌دستی یا پالمار آپونوروز (انگلیسی: Palmar aponeurosis) یک نیام است که ماهیچه‌های کف دست را می‌پوشاند و شامل بخش‌های مرکزی، کناری و میانی است. نقش اصلی زردپی پهن کف‌دستی در چسبندگی محکم به پوست و قدرت بخشیدن به دست درگرفتن اشیاء و محافظت زردپی‌های زیر آن است.
زردپی پهن کف‌دستی مستعد است که تحت انقباض درآید و ایجاد یک نوع بیماری بنماید به نام بیماری دوپویترن که در آن انگشتان چهارم و پنجم گرفتار می‌شوند (ممکن است انگشتان دیگر هم گرفتار شوند)، اولین و دومین بند، تدریجاً تا می‌شوند و نمی‌توانند باز شوند، ولی بند آخر که چسبیده به کف دست است امکان دارد در هایپراکستنشن هم قرار گیرد. این انقباض اغلب دوطرفه است و در مردان بالای ۵۰ سال شایع تر است. علت آن ناشناخته است ولی شواهدی از عامل وراثت دیده شده‌است. درمان آن جراحی و برداشتن قسمت‌های فایبروتیک است.